# Simorgh de cristal du meilleur film
Le Simorgh de cristal du meilleur film, est un prix décerné chaque année par le Festival du film de Fajr, qui se tient en Iran.

## Palmarès
| Année (Cérémonie) | Titre français                               | Titre original             | Réalisateur                     | Réf.   |  |
| ----------------- | -------------------------------------------- | -------------------------- | ------------------------------- | ------ |  |
| 1985 (3e)         | Matarsak (fa)                                | مترسک                      | Hassan Mohammadzadeh (fa)       | ,      |  |
| 1986 (4e)         | Jadehay sard (fa)                            | جاده‌های سرد                | Masoud Jafari Jozani (fa)       | ,      |  |
| 1986 (4e)         | Pedarbozorg (fa)                             | پدربزرگ                    | Majid Gharizadeh (fa)           | ,      |  |
| 1986 (4e)         | Khatt-e payan (fa)                           | خط پایان                   | Mohamed Ali Talebi (fa)         | ,      |  |
| 1986 (4e)         | Otoboos (fa)                                 | اتوبوس                     | Yadollah Samadi (fa)            | ,      |  |
| 1987 (5e)         | Parvaz dar shab (fa)                         | پرواز در شب                | Rasoul Mollagholipour (fa)      | ,      |  |
| 1989 (7e)         | Dar masir tondbad (fa)                       | در مسیر تندباد             | Masoud Jafari Jozani (fa)       | ,      |  |
| 1990 (8e)         | Mohadjer (fa)                                | مهاجر                      | Ebrahim Hatamikia               | ,      |  |
| 1991 (9e)         | Aparteman-e shomareh 13 (fa)                 | آپارتمان شماره ۱۳          | Yadollah Samadi (fa)            | ,      |  |
| 1992 (10e)        | Niaz (fa)                                    | زمانی برای مستی اسب‌ها      | Alireza Davoudnejad             | [ 15 ] |  |
| 1993 (11e)        | Du Karkheh au Rhin                           | از كرخه تا راين            | Ebrahim Hatamikia               | ,      |  |
| 1995 (13e)        | Rooze Vaghee (fa)                            | روز واقعه                  | Shahram Assadi (fa)             | ,      |  |
| 1996 (14e)        | Le Père (fa)                                 | پدر                        | Majid Majidi                    | ,      |  |
| 1997 (15e)        | Les Enfants du ciel                          | بچه های آسمان              | Majid Majidi                    | ,      |  |
| 1998 (16e)        | L'Agence de verre                            | آژانس شیشه‌ای               | Ebrahim Hatamikia               | [ 24 ] |  |
| 1999 (17e)        | Hiva (fa)                                    | هیوا                       | Rasoul Mollagholipour (fa)      | ,      |  |
| 2000 (18e)        | L'Odeur du camphre, le parfum du jasmin (fa) | بوی کافور، عطر یاس         | Bahman Farmanara                | ,      |  |
| 2001 (19e)        | Le Secret de Baran                           | باران,                     | Majid Majidi                    | ,      |  |
| 2002 (20e)        | Khanei ruye ab (fa)                          | خانه‌ای روی آب              | Bahman Farmanara                | ,      |  |
| 2003 (21e)        | Divanei az ghafas parid (fa)                 | دیوانه‌ای از قفس پرید       | Ahmad Reza Motamedi (fa)        | [ 33 ] |  |
| 2004 (22e)        | Mehman-e maman                               | مهمان مامان                | Dariush Mehrjui                 | ,      |  |
| 2005 (23e)        | Kheili dour, Kheili nazdik (fa)              | خیلی دور خیلی نزدیک        | Reza Mirkarimi                  | ,      |  |
| 2006 (24e)        | Au nom du père (fa)                          | به نام پدر                 | Ebrahim Hatamikia               | ,      |  |
| 2007 (25e)        | Rooze Sevom (fa)                             | روز سوم                    | Mohammad Hossein Latifi (fa)    | [ 40 ] |  |
| 2008 (26e)        | Aussi simple que cela                        | به همین سادگی              | Reza Mirkarimi                  | [ 41 ] |  |
| 2009 (27e)        | Tradid (fa)                                  | تردید                      | Varuzh Karim-Masihi (fa)        | [ 42 ] |  |
| 2010 (28e)        | Be range arghavan (fa)                       | به رنگ ارغوان              | Ebrahim Hatamikia               | [ 43 ] |  |
| 2011 (29e)        | Jorm (fa)                                    | جدایی نادر از سیمین        | Massoud Kimiai                  | ,      |  |
| 2013 (31e)        | Esterdad (fa)                                | استرداد                    | Ali Ghaffari (fa)               | ,      |  |
| 2014 (32e)        | Rastakhiz                                    | رستاخیز                    | Ahmad Reza Darvish              | ,      |  |
| 2014 (32e)        | Azar, Shahdokht, Parviz va digaran (fa)      | آذر، شهدخت، پرویز و دیگران | Behrouz Afkhami (fa)            | ,      |  |
| 2015 (33e)        | Rokhe Divaneh (fa)                           | رخ دیوانه                  | Abolhassan Davoudi              | ,      |  |
| 2016 (34e)        | Debout dans la brume                         | ایستاده در غبار            | Mohammad Hossein Mahdavian (fa) | ,      |  |
| 2017 (35e)        | L'Aventure d'une demi-journée                | ماجرای نیمروز              | Mohammad Hossein Mahdavian (fa) | [ 54 ] |  |
| 2018 (36e)        | Tangeye Abu Ghorayb (fa)                     | تنگه ابوقریب               | Bahram Tavaloki (fa)            | [ 55 ] |  |
| 2019 (37e)        | Shabi Ke Mah Kamel Shod (fa)                 | شبی که ماه کامل شد         | Narges Abyar                    | [ 56 ] |  |
| 2020 (38e)        | Les Enfants du soleil                        | خورشید                     | Majid Majidi                    | [ 57 ] |  |
| 2021 (39e)        | Yadoo (fa)                                   | یدو                        | Mehdi Jafari (fa)               | [ 58 ] |  |
| 2022 (40e)        | Mogheiyate Mehdi (fa)                        | موقعیت مهدی                | Hadi Hejazifar (fa)             | [ 59 ] |  |
| 2023 (41e)        | Sinema Metropol (fa)                         | سینما متروپل               | Mohammad Ali Bashe Ahangar (fa) | [ 60 ] |  |
| 2024 (42e)        | Majnoun (fa)                                 | مجنون                      | Abbas Naderan (fa)              | [ 61 ] |  |
| 2025 (43e)        | Zaba sdaam ken (fa)                          | زیبا صدایم کن              | Rasoul Sadrameli                | [ 62 ] |  |